# Gmina Lime Creek (hrabstwo Cerro Gordo)

Położenie Gminy Lime Creek w hrabstwie Cerro Gordo

Gmina Lime Creek (ang. Lime Creek Township) – gmina w USA, w stanie Iowa, w hrabstwie Cerro Gordo. Według danych z 2000 roku gmina miała 629 mieszkańców, a jej powierzchnia wynosi 83,13 km².